# Dries Holthuys
Dries Holthuys (Andreas Holthuis) war ein in Kleve am linken Niederrhein um 1492–1508 tätiger, in Stein und Holz arbeitender deutscher Bildhauer. In seiner Bedeutung erst in den letzten Jahrzehnten erkannt, ist der Umfang seines Gesamtwerks in der Forschung noch umstritten. Das Œuvre eines zeitweise mit dem Notnamen Meister der Emmericher Leuchterkrone belegten Bildschnitzers wird inzwischen überwiegend Holthuys zugeordnet.

## Leben
Außer der Beauftragung von 1492 für die Xantener Marienfigur gibt es keine archivalischen Belege zu Leben und Werk des Bildhauers. Die Rekonstruktion seines auf rund 50 Zuschreibungen angewachsenen Gesamtwerks enthält jedoch datierbare Arbeiten, an denen auch andere Bildschnitzer oder Baumeister beteiligt waren, wodurch der zeitliche Rahmen seines Schaffens und verschiedene Werkstattzusammenhänge wahrscheinlich werden. So gibt es gute Gründe für die Annahme, dass Heinrich Douvermann und Hinrik van Holt bis 1506 in seiner Werkstatt ausgebildet wurden. Als Lehrer von Holthuis wird Arnt Beeldsnider in Kalkar vermutet.

## Werk
Das einzige für den Bildhauer dokumentarisch gesicherte Bildwerk ist die Pfeilerfigur einer Muttergottes aus Baumberger Sandstein in St. Viktor in Xanten. Alle anderen Zuschreibungen von Werken, sei es in Sandstein oder Eichenholz, sind stilkritisch von dieser Skulptur abgeleitet worden.

### Steinbildwerke
- Madonna, 1495 (Auftrag), 1496 (Aufstellung), Stiftskirche St Viktor in Xanten
- Christus Salvator, um 1503, St. Viktor in Xanten
- Epitaph des Balthasar Distelhuisen, † 1502, Kleve, Stiftskirche
- Epitaph des Philipp Schoen, † 1492, St. Viktor in Xanten, Kreuzgang

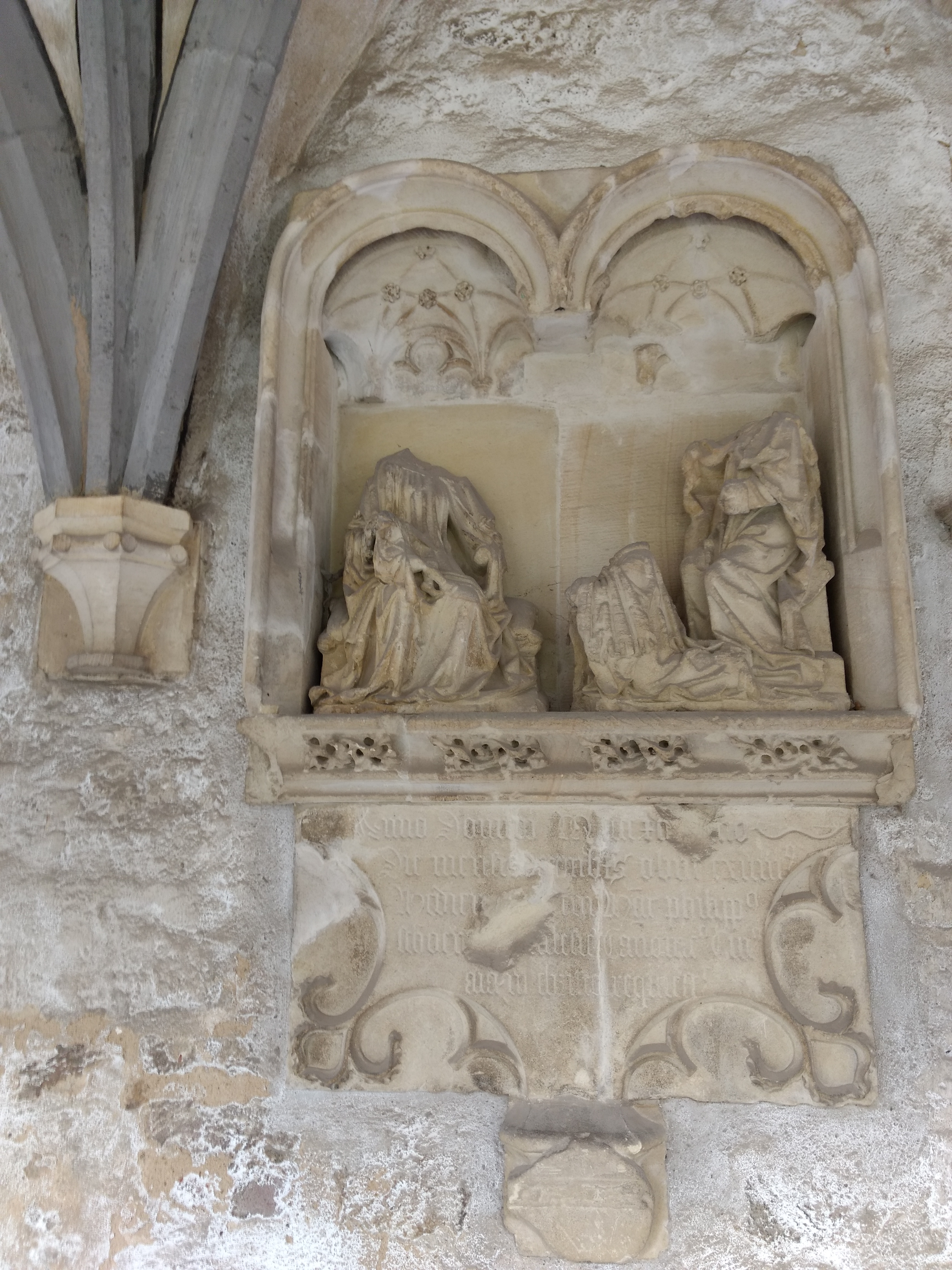
Epitaph des Philipp Schoen, Xanten

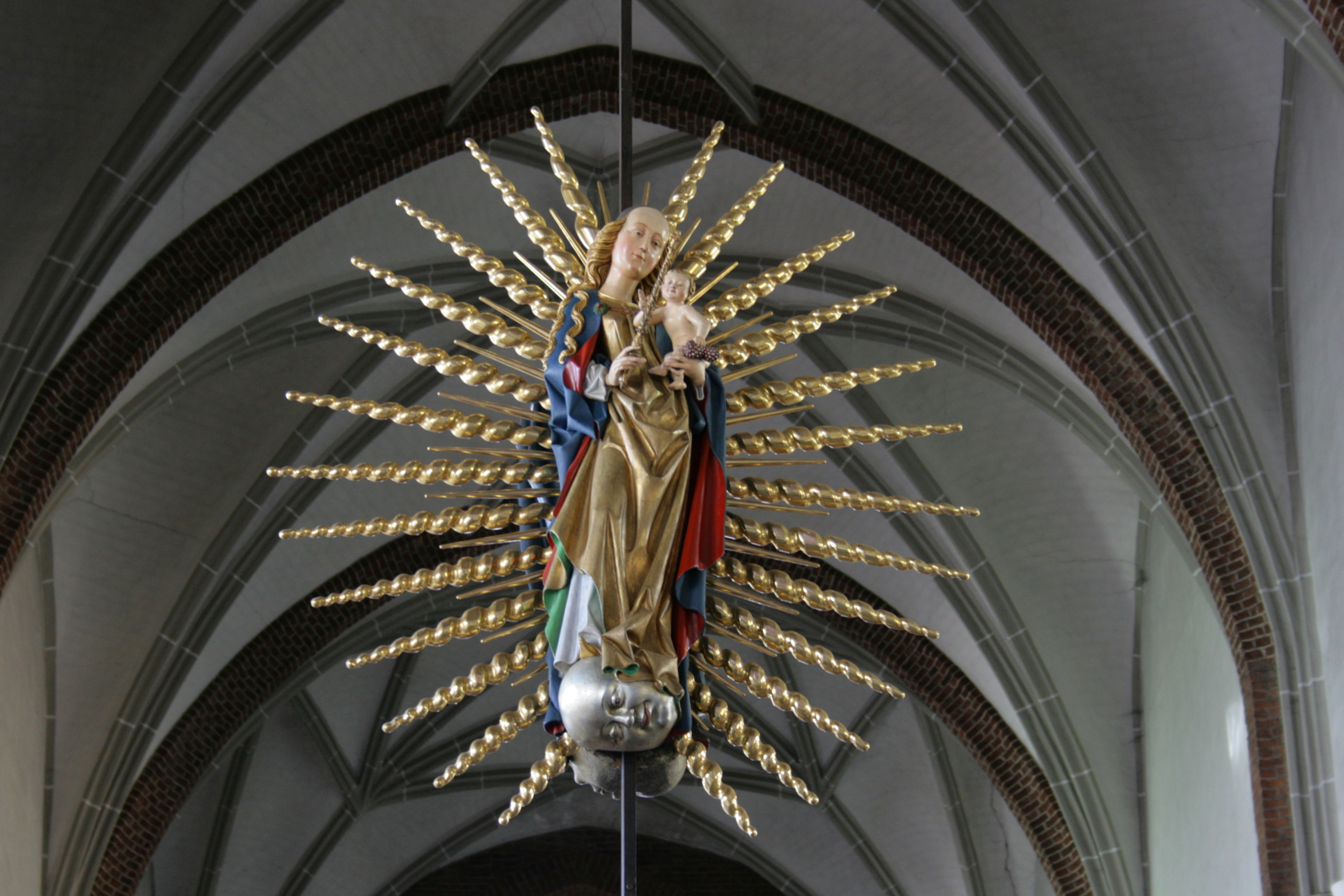
Marienleuchter, Emmerich

### Holzbildwerke (Auswahl)
- Apostelfiguren in der Minoritenkirche Kleve
  gemeinsam mit Heinrich Douvermann und Henrick van Holt
- Antoniusretabel, vor 1506, St. Viktor in Xanten
  gemeinsam mit Heinrich Douvermann und Henrick van Holt, große Schreinfiguren und Himmelfahrt von Holthuis
- Marienleuchter, um 1500, Emmerich, St. Adelgundis
  früher einem Meister der Emmericher Leuchterkrone zugeschrieben[3]
- Hl. Barbara, St. Viktor in Xanten
- Anna selbdritt, Berlin, Skulpturensammlung